# Successiv vinstavräkning
Successiv vinstavräkning är en bokföringsterm och ett av två alternativa sätt att hantera pågående arbeten vid bokslut. Vid successiv vinstavräkning (Percentage-of-completion method) bokförs pågående arbeten som en upplupen intäkt. Alternativet är att använda färdigställandemetoden (Completed contract method) som innebär att pågående arbeten bokförs som varulager.
I Sverige har traditionellt färdigställandemetoden varit den dominerande, medan successiv vinstavräkning har varit internationell redovisningsstandard.
Bokföring av pågående arbeten är framför allt aktuellt för företag vars verksamhet omfattar stora projekt med lång löptid, exempelvis inom byggbranschen.